# 物理报道
物理报道（Physics Reports），为一家学术性期刊，为《物理快报》的评论版。该杂志有爱思唯尔出版发行，创刊于1971年。该杂志的ISSN号为0370-1573。该杂志一般不接受自由投稿。